# Deanovec
Deanovec is een plaats in de gemeente Ivanić-Grad in de Kroatische provincie Zagreb. De plaats telt 566 inwoners (2001).